# Le Sen
Le Sen település Franciaországban, Landes megyében. Lakosainak száma 221 fő (2022. január 1.). Le Sen Cachen, Labrit, Lencouacq és Luxey községekkel határos.

## Népesség
A település népességének változása:
| Lakosok száma | 182  | 127  | 161  | 205  | 203  | 211  | 227  | 232  | 233  | 221  |
|               | 1968 | 1982 | 1990 | 2006 | 2013 | 2015 | 2017 | 2019 | 2020 | 2022 |